# Santiago Aguado Calvo
Santiago Aguado Calvo (1909-1966) fue un militar español.

## Biografía
Nació en Madrid en 1909. Contable de profesión, ingresaría en el Partido Comunista de España en 1936.
Tras el estallido de la Guerra civil se unió a las fuerzas republicanas. A lo largo de la contienda mandaría varias unidades: primero un batallón y luego la 100.ª Brigada Mixta de la 11.ª División. Llegó a ascender al rango de teniente coronel. En 1938 tomaría parte en la Batalla del Ebro, durante la cual resultó herido y tuvo que ser sustituido. Pasó el resto de la guerra como instructor en una academia militar. Con la derrota republicana marchó a la Unión Soviética. Durante su etapa en el exilio soviético asistió a la Academia Militar «Frunze» y posteriormente fue asesor militar de los partisanos yugoslavos en su lucha contra los ocupantes nazis.
Falleció en Checoslovaquia en 1966.